# Apolemia uvaria
Apolemia uvaria Leseuer, 1815 è una specie di idrozoo sifonoforo della famiglia Apolemiidae.

## Habitat e distribuzione
Organismo epipelagico, reperibile nell'Oceano Atlantico, Mar Mediterraneo, Oceano Indiano, Antartide.

## Descrizione
Forma catene di numerosi individui, anche migliaia, uniti a formare colonie fino a 20 metri di lunghezza.